# Канзари, Махер
Махер Канзари (араб. ماهر الكنزاري‎; фр. Maher Kanzari; 17 марта 1973, Тунис, Тунис) — тунисский футболист, полузащитник, тренер, ассистент главного тренера сборной Туниса по футболу.

## Карьера
Будучи игроком, Махер играл в чемпионате профессиональной лиги 1, выступая за клубы «Стад Тунизьен» и «Эсперанс» (Тунис). Он также играл в профессиональной лиге Саудовской Аравии в «Аль-Ахли» и Про-Лиге ОАЭ, играя за Ан-Наср и «Дубай».
Игрок национальной сборной Туниса с 1998 года; сыграл 31 матч за четыре года и забил 7 мячей, и поучаствовал в летних Олимпийских играх 1996 года в Атланте и в 2000 году в Кубке африканских наций, достигнув полуфинала.

## Тренерская карьера
Канзари добился результата с национальной сборной Туниса в возрасте до 17 лет, пройдя квалификацию на юношеский чемпионат мира по футболу 2007 года, проходивший в Южной Кореей, а также достигнув полуфинала чемпионата африканских стран до 17 лет 2007 года..